# Closteromerus rufiventris
Closteromerus rufiventris är en skalbaggsart som beskrevs av Louis Alexandre Auguste Chevrolat 1855. Closteromerus rufiventris ingår i släktet Closteromerus och familjen långhorningar.
Artens utbredningsområde är Nigeria. Inga underarter finns listade i Catalogue of Life.